# Coppa di Romania 2023-2024 (pallavolo maschile)
La Coppa di Romania 2023-2024, 18ª edizione della coppa nazionale maschile di pallavolo, si è svolta dal 18 ottobre 2023 al 3 marzo 2024: al torneo hanno partecipato dodici squadre di club rumene e la vittoria finale è andata per la prima volta al Rapid Bucarest.

## Formula
La formula ha previsto ottavi di finale, quarti di finale, entrambe giocate con gara di andata e ritorno, semifinali e finale.

## Squadre partecipanti
- Arcada Galați
- Baia Mare
- Corona Brașov
- CSM Constanța
- Dinamo Bucarest
- Rapid Bucarest

- SCM Zalău
- Steaua Bucarest
- Unirea Dej
- Universitatea Cluj
- Universitatea Craiova
- Universitatea Timișoara

## Torneo

### Tabellone
|  | Ottavi di finale        | Ottavi di finale | Ottavi di finale |  |  | Quarti di finale      | Quarti di finale | Quarti di finale |   |  | Semifinali      | Semifinali |                |   | Finale | Finale |  |
|  |                         |                  |                  |  |  |                       |                  |                  |   |  |                 |            |                |   |        |        |  |
|  |                         |                  |                  |  |  | Dinamo Bucarest       | 3                | 3                |   |  |                 |            |                |   |        |        |  |
|  | Unirea Dej              | 1                | 0                |  |  | Corona Brașov         | 0                | 1                |   |  |                 |            |                |   |        |        |  |
|  | Corona Brașov           | 3                | 3                |  |  |                       |                  |                  |   |  | Dinamo Bucarest | 1          |                |   |        |        |  |
|  | SCM Zalău               | 3                | 1                |  |  |                       |                  | Steaua Bucarest  | 3 |  |                 |            |                |   |        |        |  |
|  | CSM Constanța           | 0                | 3                |  |  | SCM Zalău             | 2                | 0                |   |  |                 |            |                |   |        |        |  |
|  |                         |                  |                  |  |  | Steaua Bucarest       | 3                | 3                |   |  |                 |            |                |   |        |        |  |
|  |                         |                  |                  |  |  |                       |                  |                  |   |  | Steaua Bucarest | 1          |                |   |        |        |  |
|  | Universitatea Cluj      | 3                | 3                |  |  |                       |                  |                  |   |  |                 |            | Rapid Bucarest | 3 |        |        |  |
|  | Universitatea Timișoara | 1                | 2                |  |  | Universitatea Cluj    | 0                | 0                |   |  |                 |            |                |   |        |        |  |
|  |                         |                  |                  |  |  | Arcada Galați         | 3                | 3                |   |  |                 |            |                |   |        |        |  |
|  |                         |                  |                  |  |  |                       |                  |                  |   |  | Arcada Galați   | 1          |                |   |        |        |  |
|  |                         |                  |                  |  |  |                       |                  | Rapid Bucarest   | 3 |  |                 |            |                |   |        |        |  |
|  |                         |                  |                  |  |  | Universitatea Craiova | 0                | 0                |   |  |                 |            |                |   |        |        |  |
|  | Rapid Bucarest          | 3                | 3                |  |  | Rapid Bucarest        | 3                | 3                |   |  |                 |            |                |   |        |        |  |
|  | Baia Mare               | 1                | 0                |  |  |                       |                  |                  |   |  |                 |            |                |   |        |        |  |

### Risultati

#### Ottavi di finale

##### Andata
| 18 ottobre 2023 Sala Sporturilor Horia Demian, Cluj-Napoca Durata: 1h:42 - Spettatori: 100 | Universitatea Cluj | 3 - 1 | Universitatea Timișoara | 23-25, 25-21, 28-26, 25-14 |
| 18 ottobre 2023 Sala de sport Petru Stăvariu, Dej Durata: 1h:40 - Spettatori: 150          | Unirea Dej         | 1 - 3 | Corona Brașov           | 16-25, 19-25, 25-23, 16-25 |
| 18 ottobre 2023 Sala Polivalentă Rapid, Bucarest Durata: 1h:34 - Spettatori: 150           | Rapid Bucarest     | 3 - 1 | Baia Mare               | 25-18, 21-25, 25-13, 25-22 |
| 24 ottobre 2023 Sala Sporturilor Gheorghe Tadici, Zalău Durata: 1h:14 - Spettatori: 350    | SCM Zalău          | 3 - 0 | CSM Constanța           | 25-18, 25-15, 25-23        |

##### Ritorno
| 29 ottobre 2023 Sala Universității de Vest, Timișoara Durata: 1h:56 - Spettatori: 100     | Universitatea Timișoara | 2 - 3 | Universitatea Cluj | 25-17, 22-25, 29-27, 20-25, 10-15 |
| 8 novembre 2023 Sala Sporturilor Popescu Colibași, Brașov Durata: 1h:03 - Spettatori: 200 | Corona Brașov           | 3 - 0 | Unirea Dej         | 25-12, 25-11, 25-22               |
| 8 novembre 2023 Sala Sporturilor Lascăr Pană, Baia Mare Durata: 1h:06 - Spettatori: 200   | Baia Mare               | 0 - 3 | Rapid Bucarest     | 16-25, 14-25, 21-25               |
| 8 novembre 2023 Sala Sporturilor, Costanza Durata: 1h:43 - Spettatori: 180                | CSM Constanța           | 3 - 1 | SCM Zalău          | 25-23, 25-17, 20-25, 25-18        |

#### Quarti di finale

##### Andata
| 15 novembre 2023 Sala Polivalentă, Craiova Durata: 1h:34 - Spettatori: ?                 | Universitatea Craiova | 0 - 3 | Rapid Bucarest  | 24-26, 20-25, 18-25               |
| 15 novembre 2023 Sala Polivalentă Dinamo, Bucarest Durata: 1h:25 - Spettatori: 225       | Dinamo Bucarest       | 3 - 0 | Corona Brașov   | 25-23, 25-19, 25-22               |
| 15 novembre 2023 Sala Sporturilor Gheorghe Tadici, Zalău Durata: 2h:00 - Spettatori: 500 | SCM Zalău             | 2 - 3 | Steaua Bucarest | 25-21, 20-25, 25-22, 22-25, 12-15 |
| 4 dicembre 2023 Sala Sporturilor Dunărea, Galați Durata: 0h:59 - Spettatori: 115         | Universitatea Cluj    | 0 - 3 | Arcada Galați   | 13-25, 14-25, 16-25               |

##### Ritorno
| 6 dicembre 2023 Sala Polivalentă Rapid, Bucarest Durata: 1h:18 - Spettatori: 50           | Rapid Bucarest  | 3 - 0 | Universitatea Craiova | 25-21, 25-23, 25-16        |
| 6 dicembre 2023 Sala Sporturilor Popescu Colibași, Brașov Durata: 1h:46 - Spettatori: 200 | Corona Brașov   | 1 - 3 | Dinamo Bucarest       | 22-25, 18-25, 29-27, 21-25 |
| 6 dicembre 2023 Sala Mihai Viteazul, Bucarest Durata: 1h:20 - Spettatori: 50              | Steaua Bucarest | 3 - 0 | SCM Zalău             | 25-22, 25-22, 25-20        |
| 5 dicembre 2023 Sala Sporturilor Dunărea, Galați Durata: 1h:07 - Spettatori: 60           | Arcada Galați   | 3 - 0 | Universitatea Cluj    | 25-12, 25-16, 26-24        |

#### Semifinali
| 2 marzo 2024 Sala Sporturilor, Mioveni Durata: 2h:24 - Spettatori: 250 | Dinamo Bucarest | 1 - 3 | Steaua Bucarest | 32-34, 27-25, 20-25, 17-25 |
| 2 marzo 2024 Sala Sporturilor, Mioveni Durata: 1h:59 - Spettatori: 200 | Arcada Galați   | 1 - 3 | Rapid Bucarest  | 25-20, 19-25, 22-25, 17-25 |

#### Finale
| 3 marzo 2024 Sala Sporturilor, Mioveni Durata: 2h:11 - Spettatori: 650 | Steaua Bucarest | 1 - 3 | Rapid Bucarest | 25-22, 22-25, 14-25, 26-28 |

## Statistiche
| Rendimento individuale | Rendimento individuale | Rendimento individuale | Rendimento individuale |
| Pos.                   | Nome                   | Punti                  | Squadra                |
| ---------------------- | ---------------------- | ---------------------- | ---------------------- |
| 1                      | Amir Ghafour           | 110                    | Rapid Bucarest         |
| 2                      | Christian Fromm        | 76                     | Rapid Bucarest         |
| 3                      | Nicolas Maréchal       | 74                     | Rapid Bucarest         |
| 4                      | Gabriel Bontea         | 62                     | Steaua Bucarest        |
| 5                      | Mircea Peța            | 60                     | Steaua Bucarest        |

| Attacchi vincenti | Attacchi vincenti | Attacchi vincenti | Attacchi vincenti |
| Pos.              | Nome              | Punti             | Squadra           |
| ----------------- | ----------------- | ----------------- | ----------------- |
| 1                 | Amir Ghafour      | 88                | Rapid Bucarest    |
| 2                 | Christian Fromm   | 62                | Rapid Bucarest    |
| 3                 | Nicolas Maréchal  | 55                | Rapid Bucarest    |
| 4                 | Gabriel Bontea    | 54                | Steaua Bucarest   |
| 4                 | Mircea Peța       | 54                | Steaua Bucarest   |

| Muri vincenti | Muri vincenti     | Muri vincenti | Muri vincenti  |
| Pos.          | Nome              | Punti         | Squadra        |
| ------------- | ----------------- | ------------- | -------------- |
| 1             | Ștefan Lupu       | 14            | Corona Brașov  |
| 1             | Aliasghar Mojarad | 14            | Rapid Bucarest |
| 3             | Tudor Magdaș      | 11            | Corona Brașov  |
| 4             | Amir Ghafour      | 10            | Rapid Bucarest |
| 4             | Vasile Talpa      | 10            | Arcada Galați  |

| Battute vincenti | Battute vincenti  | Battute vincenti | Battute vincenti   |
| Pos.             | Nome              | Punti            | Squadra            |
| ---------------- | ----------------- | ---------------- | ------------------ |
| 1                | Nicolas Maréchal  | 16               | Rapid Bucarest     |
| 2                | Amir Ghafour      | 12               | Rapid Bucarest     |
| 3                | Christian Fromm   | 6                | Rapid Bucarest     |
| 3                | Alexandru Somesan | 6                | Universitatea Cluj |
| 5                | Bela Bartha       | 5                | Dinamo Bucarest    |
| 5                | Nemanja Čubrilo   | 5                | Rapid Bucarest     |
| 5                | Tudor Magdaș      | 5                | Corona Brașov      |
| 5                | Mircea Peța       | 5                | Steaua Bucarest    |
| 5                | Radu Tănase       | 5                | Universitatea Cluj |